# Linar Salimullin
Linar Sulejmanowicz Salimullin (ros. Линар Сулейманович Салимуллин; ur. 26 marca 1932 w Kamskom Ustju, zm. 20 grudnia 1993 w Kojowie) – radziecki zapaśnik walczący w stylu wolnym, sambista. Olimpijczyk z Melbourne 1956, gdzie zajął szóste miejsce w kategorii do 62 kg.
Drugi w Pucharze Świata w 1956. Mistrz ZSRR w 1955; trzeci w 1958. Mistrz ZSRR w sambo w 1954 roku.